# Óxilo
Um personagem possivelmente diferente nomeado Óxilo é notado na Dipnosofistas de Ateneu por ser pai dos Hamadríadas.
Em mitologia grega, Óxilo (em grego: Όξυλος) é um personagem importante, associado à última invasão dos heráclidas ao Peloponeso.

## Origens
Óxilo, filho de Hemão, filho de Toas ou filho de Andremão, havia sido exilado da sua terra natal, a Etólia por ter, involuntariamente, matado um homem (ou seu irmão Térmio, ou Alcídoco, filho de Escópio), e passou a habitar Élis.

## Invasão dos heráclidas
Cresfontes  ou Têmeno  havia recebido de um oráculo a instrução de que procurasse um homem com três olhos, e Óxilo, tendo apenas um olho ele mesmo e montando um cavalo ou mula com mais dois, (ou Óxilo teria dois olhos, mas o cavalo teria um) correspondia a essa descrição. Cresfontes incluiu Óxilo no grupo dos dórios; eles eram parentes, porque a mãe de Toas era irmã de Dejanira.
Óxilo sugeriu que os dórios invadissem o Peloponeso por navios, e não cruzando o istmo com seu exército. Por pagamento para guiar os dórios, Óxilo pediu Élis. Ele guiou os dórios pela Arcádia, e não por Élis, porque ele temia que os filhos de Aristômaco, se vissem Élis, iriam querer esta terra para eles.

## Conquista de Élis
Óxilo resolveu conquistar Élis sem uma guerra, e tentou convencer seu rei, Dio, mas este não cedeu. Então ele propôs que, em vez de uma batalha entre os exércitos, a questão fosse decidida em combate singular; com a vitória do escolhido por Óxilo, ele se tornou rei de Élis.

## Reinado de Óxilo
Óxilo permitiu que os antigos habitantes de Élis, os epeus, mantivessem suas posses, mas introduziu colonos etólios e deu terras a eles. Dio ganhou privilégios especiais, e Óxilo manteve os costumes antigos e religiosos da região, como o culto a Augias - a quem continuavam sendo feitos sacrifícios até o século II d.C..
Óxilo também aumentou o poder de Élis ao trazer para a cidade os moradores das vilas próximas das muralhas.
Como o oráculo de Delfos havia dito a ele que era preciso trazer, como co-fundador, o descendente de Pélope, ele procurou e encontrou Agório, filho de Damásio, filho de Pentilo, filho de Orestes. Junto com Agório vieram de Hélice, cidade da Acaia, um grupo de aqueus.

## Sucessão
Óxilo se casou com Pieria e teve dois filhos; Étolo, que morreu antes dos seus pais, e Laias, que herdou o reino.
Ífito de Élida, a quem se atribui o estabelecimento dos Jogos Olímpicos da Antiguidade, era descendente de Óxilo.
Pausânias, que sabia o nome das gerações entre Óxilo e Ífito, não registrou seus nomes, porque, segundo ele, eles não haviam reinado, e ele não queria escrever sobre homens comuns. Segundo Newton, porém, Óxilo era o avô paterno de Ífito, com a geração intermediária sendo representada por Praxônidas. Ífito, nas fontes antigas, é descrito como filho de Hemão ou filho de Praxônidas; a primeira versão seria um erro, pois Hemão seria seu bisavô. Com isto, Newton data o retorno dos Heráclidas como cerca de cinquenta e dois anos antes da primeira olimpíada.